# میکروماشین

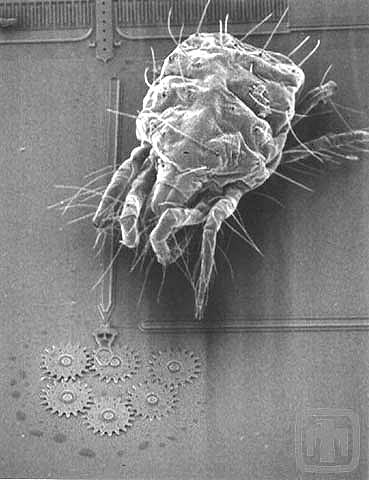
کنه عنکبوتی در کنار قطار دنده ای MEMS.

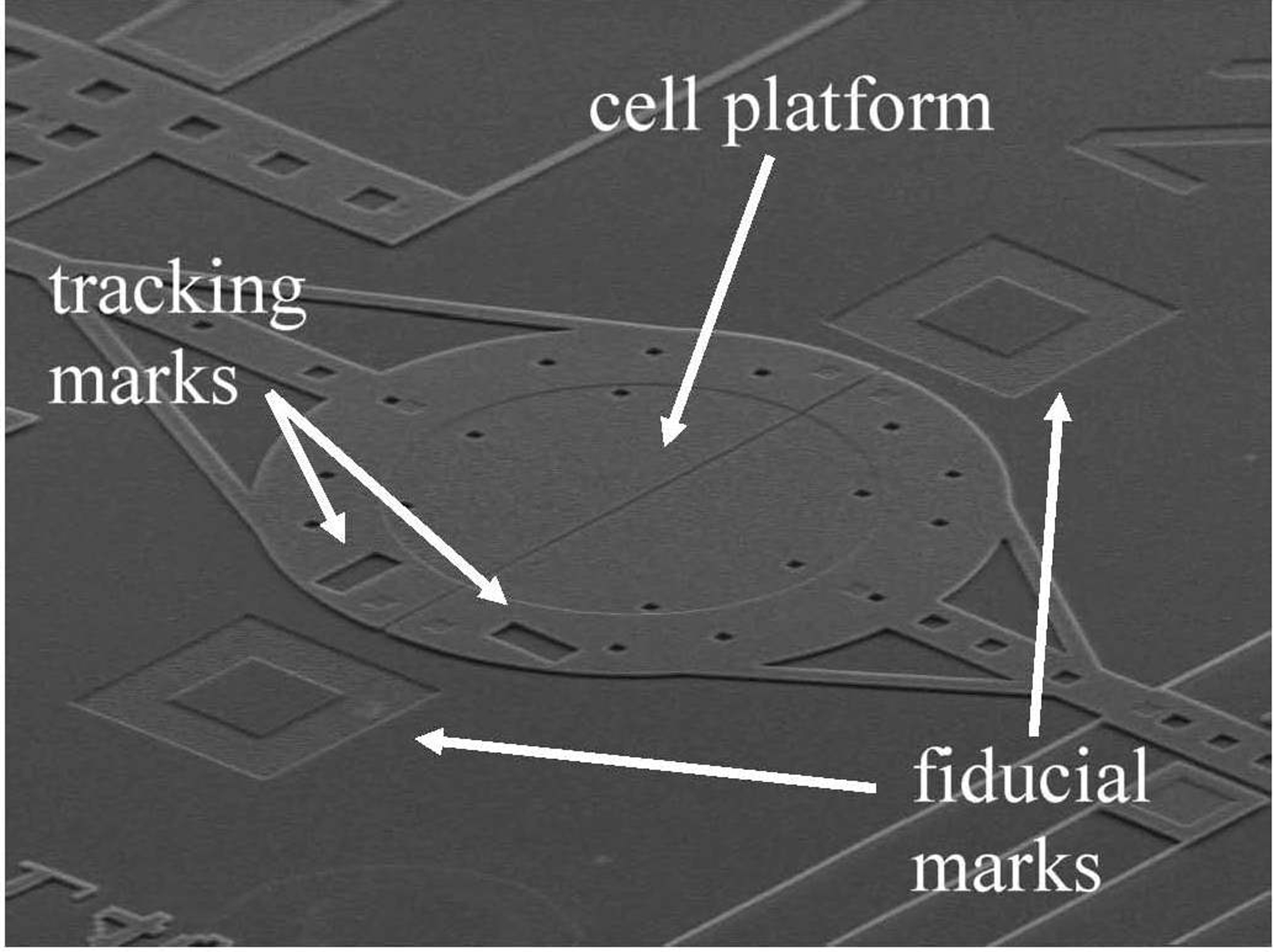
سیستم میکروالکترومکانیکی MEMS

میکروماشین اجسام مکانیکی هستند که به روش کلی مانند مدارهای مجتمع ساخته می‌شوند. به‌طور کلی اندازه آنها بین ۱۰۰ نانومتر تا ۱۰۰ میکرومتر در نظر گرفته می‌شود، اگرچه این موضوع قابل بحث است. کاربردهای میکروماشین ها شامل شتاب‌سنجهایی است که تشخیص می‌دهند ماشین با جسمی برخورد کرده و کیسه هوا را فعال می‌کند. سیستم‌های پیچیده دنده و اهرم یکی دیگر از کاربردها است.

## ساخت
ساخت این دستگاه‌ها معمولاً با دو تکنیک ریزماشین کاری سطحی و میکروماشین کاری فله ای (ریزماشین‌کاری حجمی) انجام می‌شود. برای انجام ریزماشین کاری فله، ناحیه مورد نیاز به بور با شدت دوپ شده و سیلیکون ناخواسته در اچ‌های سیلیکونی مایع حک می‌شود. این روش اچ استاپ نامیده می‌شود؛ زیرا دوپینگ بور یک لایه/الگوی غیرقابل شناسایی تولید می‌کند.

## مبدل‌ها
اکثر ریزماشین‌ها به عنوان مبدل عمل می‌کنند. به عبارت دیگر، آنها یا حسگر هستند یا محرک.
حسگرها اطلاعات محیط را به سیگنال‌های الکتریکی قابل تفسیر تبدیل می‌کنند. یک نمونه از سنسورهای میکروماشین، حسگر شیمیایی تشدید کننده است. یک جسم مکانیکی کم میرا شده در یک فرکانس بسیار بیشتر از هر فرکانس دیگری ارتعاش می‌کند و این فرکانس را فرکانس تشدید آن می‌نامند. یک حسگر شیمیایی با یک پلیمر خاص پوشانده شده‌است که مولکول‌های خاصی مانند مولکول‌های موجود در سیاه زخم را جذب می‌کند و وقتی آن مولکول‌ها به حسگر متصل می‌شوند، جرم آن افزایش می‌یابد. جرم افزایش یافته فرکانس رزونانس جسم مکانیکی را تغییر می‌دهد که با مدار تشخیص داده می‌شود.
عملگرها سیگنال‌های الکتریکی و انرژی را به نوعی به حرکت تبدیل می‌کنند. سه نوع متداول محرک عبارتند از الکترواستاتیک، حرارتی، و مغناطیسی. محرک‌های الکترواستاتیک از نیروی انرژی الکترواستاتیک برای حرکت اجسام استفاده می‌کنند. به دو عنصر مکانیکی که یکی ثابت (استاتور) و دیگری متحرک (روتور) است دو ولتاژ متفاوت اعمال می‌شود. که این دو ولتاژ میدان الکتریکی ایجاد می‌کنند. میدان با نیروی بازگرداننده روی روتور (معمولاً نیروی فنری که در اثر خم شدن یا کشش روتور ایجاد می‌شود) برای حرکت روتور رقابت می‌کند. هرچه میدان الکتریکی بیشتر باشد، روتور دورتر حرکت می‌کند. محرک‌های حرارتی از نیروی انبساط حرارتی برای حرکت دادن اجسام استفاده می‌کنند. هنگامی که یک ماده گرم می‌شود، بسته به خواص مواد، مقداری منبسط می‌شود. دو جسم را می‌توان طوری به هم متصل کرد که یک جسم بیشتر از دیگری گرم شود و بیشتر منبسط شود و این عدم تعادل باعث ایجاد حرکت می‌شود. جهت حرکت به ارتباط بین اجسام بستگی دارد. این در یک "هیتیواتور (گرم کن) " دیده می‌شود که یک پرتو U شکل با یک بازوی پهن و یک بازوی باریک است. هنگامی که جریانی از جسم عبور می‌کند، گرما ایجاد می‌شود. بازوی باریک بیشتر از بازوی پهن گرم می‌شود زیرا چگالی جریان یکسانی دارند. از آنجایی که دو بازو در بالا به هم متصل هستند، بازوی گرم کشنده در جهت بازوی سرد فشار می‌آورد. محرک‌های مغناطیسی از لایه‌های مغناطیسی ساخته شده برای ایجاد نیرو استفاده می‌کردند.

## پیشرفت
در طول سالیان دراز کوچک کردن وسایل به منظور قابلیت انتقال بهتر پیشرفت های زیادی کرده است. در موارد زیر مقدمه ای راجع به چگونگی پیشرفت علم الکترونیک و میکروالکترونیک وهمچنین روند پیشرفت میکرو ماشین‌ها در دهه اخیر داده شده است.
- سال ۱۹۴۷: پیشرفت روند ساخت ترانزیستور‌های تماس نقطه ای و در پی آن ساخت ترانزیستور‌های پیوندی که بر اساس لوله خلا کار می کردند.
- سال ۱۹۵۰: در این سال چندین واقعه سکوی پرتابی را جهت ساخت ترانزیستورهای جدا از هم فراهم نمود که از آن جمله پیشرفت ساخت ترانزیستورهای سیلیکونی مسطح و فرایند های ساخت سطحی مرحله ای که منجر به مجتمع کردن وسایل الکتریکی شد. پیشرفت این فرایند که منجر به ساخت مدارات مجتمع شد انقلاب میکرو الکترونیک را پدید آورد.
- سال ۱۹۵۶: ادامه روند پیشرفت میکروالکترونیک که منجر به ساخت مدارات مجتمع با ۵۰ ترانزیستور در ۱ دیفر یا فاصله گذاری ۵۰
- سال ۱۹۶۰: چاپ مقاله ای توسط دکتر ریچارد فیمن در کنفرانس سالیانه فیزیک امریکا در کالیفرنیا که این مقاله اولین آغاز مفهومی و ادراکی برای سیستم های میکرو ماشین و تکنولوژی نانو شد. در این مقاله توضیحات عمیقی در زمینه پدیده های فیزیکی که ضمن کاهش مقیاس رخ می دهد ارائه شده بود.
- سال ۱۹۶۷:پیشرفت ترانزیستورهای روزنانسی که نمونه ای از یک وسیله الکترومکانیکی مجتمع بود.
- سال ۱۹۷۰:در این سال با پیشرفت تکنولوژی حک کردن میکرو ماشین های انبوهی ساخته شد که منجر به ساخت سنورهای فشار و شتاب سنج شد.
- سال ۱۹۸۳: ارائه مقاله ای راجع به موارد استفاده سیلیکون در مدارات وطرح اولیه برای استفاده از دو نوع ماده یکی ساختاری و دیگری مستلزم فداکار که منجر به ساخت عناصر مکانیکی پیچیده ای شد.
- سال ۱۹۹۰:پیشرفت فرایند‌های ساخت میکرو ماشین های که از فرایند‌های ساخت الکترونیکی و مکانیکی پیشرفته پیروی می‌کرد و ساخت میکروماشین هایی با حس گرمایی با قابلیت پردازش بالا
- سال ۲۰۰۰-۱۹۹۵:در طی این پنج سال با پیشرفت این روند میکروماشین‌های در کاربردهای مختلفی مورد استفاده قرار گرفتند وبرخی از این موارد عبارتند از:

1. استفاده از سنورهای فشار در موتور‌ها (برای کنترل میزان نسبت سوخت به هوا) ، پزشکی و صنعت
2. استفاده از سنسورهای شتاب در شتاب سنج ها (مثلا در صنعت اتومبیل برای پردازش اطلاعات مربوط به امنیت حرکت و آرایش کیسه هوا و همچنین محرک کمربند ایمنی)
3. ژیروسکوپ که به همراه شتاب سنج بکار میرود که میتواند پایداری سیستم کنترل را قبل از اینکه موجب ایجاد مشکل شود اصلاح نماید.
4. استفاده از وسایل RF مانند سوییچ ها و خازن های متغیر و فیلتر ها.
5. استفاده در روبوتیک هم در سنسور‌ها و هم در محرک ها.
6. استفاده در سنورهای بیولوژیکی (چیپ DNA) و... جهت انجام تست های پزشکی و اعمال درز معینی از دارو همان طور که مشاهده شد این فناوری در بسیاری از محصولات وتکنولوژی قابل استفاده است.

## ضرورت و اهميت ایجاد
مراکز دانشگاهی و تحقیقاتی بزرگی با موضوعاتی میان رشته ای در دانشگاه های معتبر دنیا تشکیل شده اند، که در ترکیب علمی و اجرایی آنها، می توان حضور متخصصان برجسته حوزه های مختلف علم و فناوری را مشاهده کرد. در ايران نيز فناوري میکروماشین و یا همان سيستم های ميكرو الكترومكانیک و سيستم های نانو الكترومكانیک به عنوان يكي از حوزه هاي اولويت دار دربين پژوهشگران شناخته شده است. و تقريبا تمامي دانشگاه هاي ايران به اين حوزه وارد شده اند. بطوريكه می توان به تعداد كثيری پايان نامه های كارشناسی ارشد و دكتری و همچنين صدها مقاله در زمينه مذكور اشاره كرد از طرف ديگر و در حال حاضر سيستم هاي ميكرو و نانو الكترومكانيك بطور اعم در صنايعي چون مخابرات ، صنعت خودروسازی ، پزشكی و بيوتكنولوژی ، سيستم های دفاعی ، دارویی ، و ... دارای كاربردهای متنوع هستند. بالاخص می توان به مواردی نظير سر سوزن های استفاده شده در حافظه های كامپیوتری ، اسپری جوهر در پرینتر های جوهر افشان ، سنسورهای فشار خون ، و ... اشاره نمود. با توجه به قابلیت های ذکر شده در حوزه های پژوهشی و صنعتی می توان گفت که رشته های دانشگاهی میان رشته ای مانند سیستم های میكرو و نانو الكترومكانیک ، قابلیت پرورش سرمایه منابع انسانی کشورها را در مفیدترین مسیرها دارند و اگر به این مهم توجه شود که منابع انسانی هر کشوری، ذاتاً ارزشمندترین سرمایه مادی و معنوی آن کشور هستند، باید به صراحت بیان کرد که یکی از راهبردی ترین اقدامات توانمندساز ملی، همانا تشکیل و راه اندازی رشته های نوین دانشگاهی با ویژگی بین رشته ای خواهد بود.